# Holgate (North Yorkshire)
Holgate – część miasta York w Anglii, w hrabstwie ceremonialnym North Yorkshire, w dystrykcie (unitary authority) York. Leży 2 km na zachód od centrum miasta.